# Trentepohlia (Mongoma) butleri
Trentepohlia (Mongoma) butleri is een tweevleugelige uit de familie steltmuggen (Limoniidae). De soort komt voor in het Oriëntaals gebied.